# Tejufélék

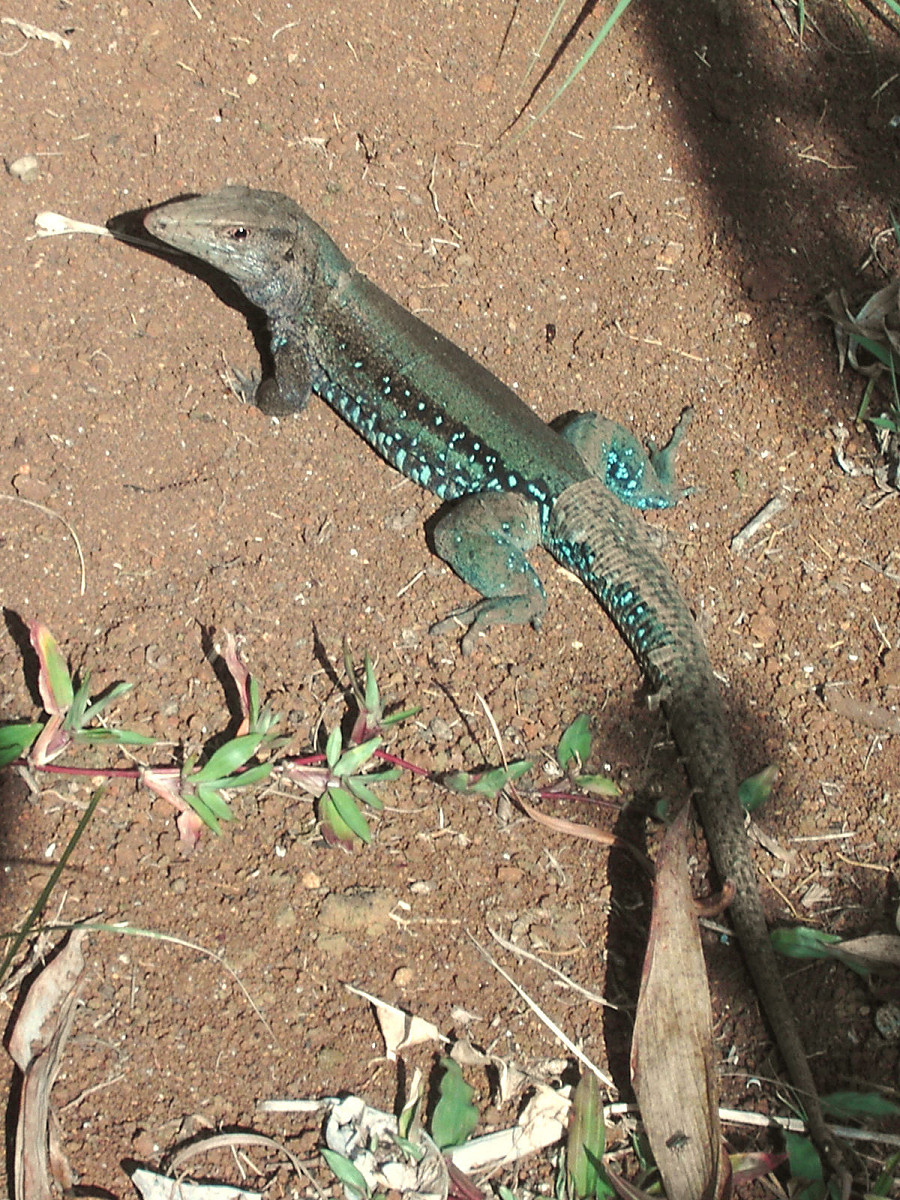
Ameiva fuscata

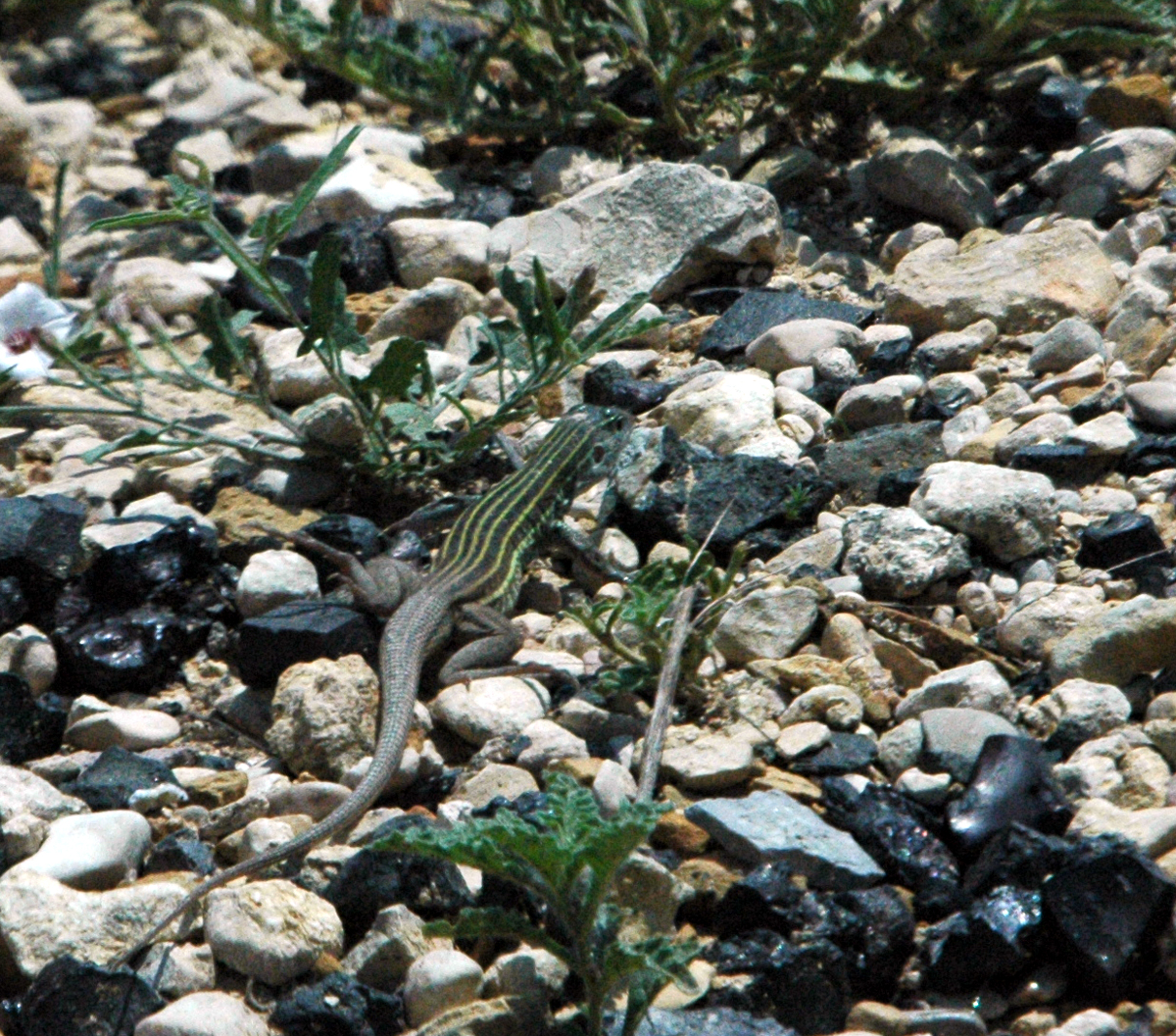
Cnemidophorus gularis

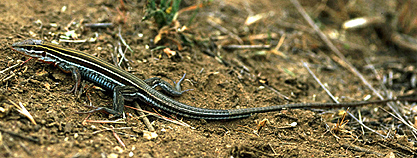
Cnemidophorus hyperythrus

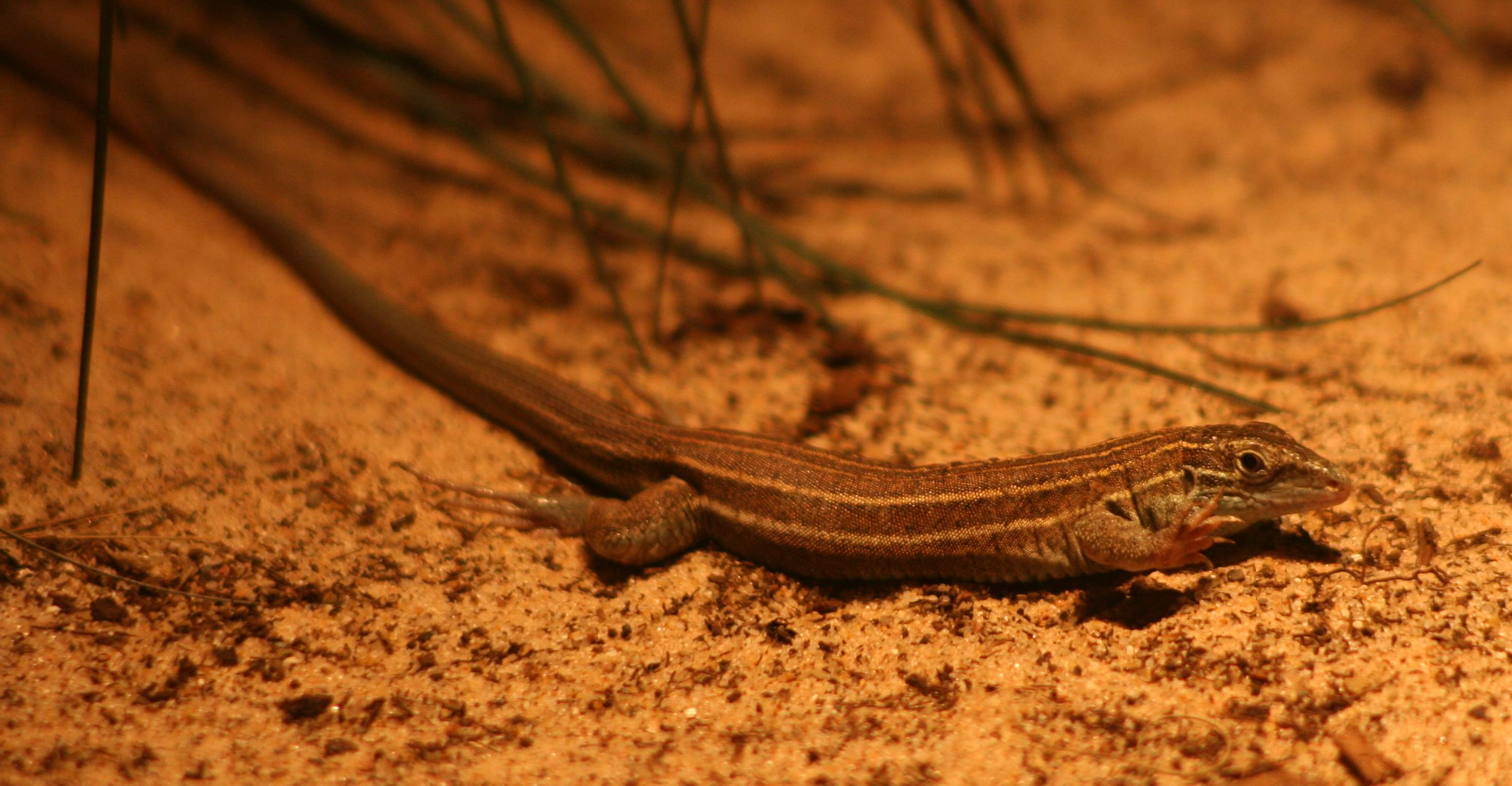
Cnemidophorus uniparens

A tejufélék (Teiidae) a hüllők (Reptilia) osztályába, a pikkelyes hüllők (Squamata) rendjébe és a vakondgyíkalakúak (Scincomorpha) alrendjébe tartozó család.

## Rendszerezés
A családba 9 nem és 111 faj tartozik.
- Ameiva F. Meyer, 1795 – 36 faj
- Callopistes (Gravenhorst, 1838) – 2 faj
  - Callopistes flavipunctatus
  - chilei hamisteju (Callopistes maculatus)
- futógyíkok (Cnemidophorus) Wagler, 1830 – 54 faj
- Crocodilurus (Spix, 1825) – 1 faj
  - krokodilfarkú teju (Crocodilurus amazonicus)
- Dicrodon (Duméril & Bibron, 1839) – 3 faj
  - Dicrodon guttulatum
  - Dicrodon heterolepis
  - Dicrodon holmbergi
- Dracaena (Daudin, 1802) – 2 faj
  - guyanai krokodilteju (Dracaena guianensis)
  - paraguayi krokodilteju (Dracaena paraguayensis)
- Kentropyx (Spix, 1825) – 9 faj
  - Kentropyx altamazonica
  - Kentropyx borckiana
  - Kentropyx calcarata
  - Kentropyx intermedius
  - Kentropyx paulensis
  - Kentropyx pelviceps
  - Kentropyx striata
  - Kentropyx vanzoi
  - Kentropyx viridistriga
- Teius (Merrem, 1820) – 3 faj
  - Teius oculatus
  - Teius suquiensis
  - Teius teyou
- Tupinambis (Daudin, 1803) 8 faj
  - Tupinambis duseni
  - Tupinambis longilineus
  - argentin teju (Tupinambis merianae)
  - közönséges teju (Tupinambis nigropunctatus)
  - Tupinambis quadrilineatus
  - Tupinambis palustris
  - vörös teju (Tupinambis rufescens)
  - hosszú teju (Tupinambis teguixin)